# 誓願寺 (東京都府中市)
誓願寺（せいがんじ）は、東京都府中市にある浄土宗系の単立寺院。

## 歴史
1592年（文禄元年）、見蓮社東誉によって開山された。後北条氏の時代から相模国小田原（現・神奈川県小田原市）に誓願寺があるが、徳川家康の命により、居城の江戸にも同名の寺を設けることになった。これが当寺の起源である。
元々は神田に位置していたが、1657年（明暦3年）の明暦の大火後、浅草田島町（現・東京都台東区西浅草）に移転した。江戸時代は寺領400石を有し、多くの塔頭を擁していた。明治以降も「本寺本区の大刹の一にして、鐘楼・唐門等尚旧時の観を存し（『浅草区誌』より）」ていたという。なお、各塔頭は明治期にそれぞれ独立寺院となっており、各院が当寺に取次いでいた檀家も各院固有の檀家となっている。
しかし、1923年（大正12年）の関東大震災で、ことごとく焼失してしまっため、現在地に移転した。旧塔頭11院は東京府北豊島郡下練馬村（現・東京都練馬区）に移転し、「田島山十一ヶ寺」を称する寺院群を構成している。

## 交通アクセス
- 多磨駅より徒歩8分。